# Тув'я Фрідман
Тув'я Фрідман (івр. טוביה פרידמן, пол. Tuwja Friedman; 23 січня 1922, Радом, Польська Республіка — 13 січня 2011, Хайфа, Ізраїль) — ізраїльський журналіст, історик і громадський діяч, займався розшуком нацистських злочинців, причетних до здійснення Голокосту. Відіграв важливу роль у розшуку та упійманні Адольфа Айхмана. Після війни жив і помер у Хайфі.

## Біографія

### До 1939 року
Тув'я Фрідман народився 22 січня 1922 року у сім'ї Якова та Хаї-Сари Фрідман у польському місті Радом. Батьки його були впливовими людьми у місцевій громаді: батько керував друкарнею, а мати керувала модним ательє. Яків і Хая-Сара вірянина-юдеями.
Крім Тув'ї у сім'ї було ще троє дітей: молодший брат Гершл (1926 року народження), молодша сестра Ітка та старша сестра Белла.

### Під час Другої Світової війни
У вересні 1939 року війська Німеччини окупували Польщу. Євреї зазнавали переслідувань і принижень. Молодих чоловіків виряджали на примусові роботи. Восени 1940 року Тув'ю також відправили на ці роботи до міста Чесанів на кордоні з СРСР — будувати укріплення. За кілька тижнів йому вдалося втекти та повернутися додому.
Навесні 1941 року євреїв зігнали у спеціально організоване гетто. У гетто Радома мешкало 35 тисяч людей. Наприкінці весни батько Тув'ї помер від недоїдання.
15 серпня 1942 року до радомського гетто увійшли німецькі війська. Мати Тув'ї та молодша сестра Ітка були схоплені та відвезені до табору знищення. Його брат Гершл зник під час цієї акції та більше жодної інформації про нього не було. Акція з вивезення до табору знищення тривала 4 дні, у гетто залишилося 10 тисяч людей.
У листопаді 1942 року нацисти посадили Тув'ю Фрідмана до концтабору Шидловець, звідки він зумів втекти. Ув'язнених у січні 1943 року німці відвезли у табір знищення Треблінка.
Навесні 1943 року оберштурмфюрер Шиперс, унтерштурмфюрер Шейгл і унтерштурмфюрер Каппке оголосили в'язням гетто, що їх звільняють і висилають до Палестини. Тув'я та Белла записалися до списку. Проте замість Палестини 150 євреїв відвезли до концтабору Шидловіц і там розстріляли. Тув'я разом зі старшою сестрою дивом уникли розстрілу.
У листопаді 1943 року залишки гетто Радома було знищено. Нечисленні ті, що залишилися в живих, потрапили у новий концтабір, який став підрозділом табору знищення Аушвіц.
У червні 1944 року Тув'я Фрідман утік із концтабору, потім ще кілька разів його затримували німці, але він зумів уціліти, оскільки вони не впізнали в ньому єврея. Він називав себе Тадек Ясинський. Пробираючись до фронту, назустріч Червоній армії, яка наступала, він убив по дорозі одного з німецьких солдатів, які затримали його у черговий раз. Виживання в лісі в оточенні німців та недружнього польського населення було надзвичайно складним. Один із небагатьох доброзичливо налаштованих до Тув'ї партизанів сказав йому:

Послухайте, я дуже добре ставлюся до вас. Тому прислухайтеся до моєї поради — забудьте про партизанів. Вони ненавидять євреїв так само, як вони ненавидять німців. І не один єврей вирушив до праотців, бо не зміг це зрозуміти.

Так він дочекався відступу німців і приходу Червоної армії.

### Після визволення Польщі
Після звільнення Польщі до Радома з Любліна прибула група польських офіцерів міліції під командою лейтенанта Адамського. Повернувшись у Радом 4 січня 1945 року, Тув'я під тим самим ім'ям Тадека Ясинського приєднався до роботи в польській міліції під керівництвом Адамського та зайнявся арештами нацистів і їх посібників, які переховувались.
У березні 1945 року Тув'ю і ще 5 його колег перевели у щойно звільнений від німців Данциг. Там він знову зайнявся пошуком нацистів. За його твердженням, тисячі нацистів пройшли через ці арешти та допити. Цим він займався з квітня 1945 до березня 1946 року та став досвідченим слідчим.
Там же він дізнався, що з усієї 35-тисячної єврейської громади Радома вціліло лише близько 700 осіб. У своїх спогадах Тув'я писав:

Хоча польський уряд надавав рівні права всім громадянам, насправді ж повернутися додому та відновити свою довоєнну власність було не найпростішим питанням для єврея, звільненого з нацистського концтабору. Багато хто відчув, що їм нічого не залишається, окрім як залишити місто їхнього народження і пустити коріння в іншій частині країни. Тому мої знайомі з Радома приїхали до Данцига, який заробив собі репутацію гарного місця, де швидко можна заробити гроші, хай і не завжди законними способами.

Він також написав про випадок його розслідувань, який йому особливо запам'ятався: в одному з будинків Данцига було виявлено безліч оголених трупів:

Ми мали почуття, що ми побували у пеклі. Одна кімната була заповнена оголеними трупами. Інша кімната обставлена дошками, на яких були натягнуті шкіри, зняті з багатьох людей. В іншому кінці будівлі ми знайшли докладні записи та звіти, медичні та хірургічні інструменти.
Ми вийшли з цих кімнат, нездатні повірити, що бачили на власні очі, і вирішили виставити охорону. Розставляючи вартових довкола цього документального свідчення нацистського варварства, ми виявили набагато меншу будову, закриту на важкий замок. Ми увірвалися і туди, і майже відразу ж виявили піч, у якій німці експериментували у виготовленні мила, використовуючи людський жир як сировину. Декілька брусків цього «мила» лежали поблизу.

У червні 1945 року Тув'ї вдалося розшукати свою старшу сестру Беллу, яка дивом уціліла в Аушвіці. У січні 1946 року Тув'я Фрідман вирішив виїхати з Польщі до Палестини.

### У Відні
Дорогою до Палестини Тув'я Фрідман опинився у Відні, де група євреїв готувалася до подальшого переїзду. Там у травні 1946 року він зустрів свого сусіда по Радому, за допомогою якого зумів вийти на слід одного з есесівців-охоронців радомського гетто Конрада Бухмаєра та передати його до рук американського правосуддя.
Після цього Фрідман приєднався до єврейської групи «Ѓа-Нокмім», члени якої шукали колишніх нацистів по всій Європі. Група діяла під патронажем представника єврейської секретної організації Моссад ле Алія-Бет Ашера Бен-Натана. Він же ознайомив Фрідмана зі справою Адольфа Айхмана та сказав, що пошук цього нацистського злочинця — найважливіше завдання. Так Тув'я Фрідман став «мисливцем за нацистами».
Хоча Бен-Натан дав найсуворішу вказівку лише передавати знайдених нацистів до рук судової влади, багато євреїв, які залишилися в живих, готові були мстити та вбивати. За деякими даними, таким чином було вбито близько 2000 осіб.
Після від'їзду Бен-Натана до Палестини у 1947 році Фрідман також виконував доручення Хаїма Бен-Менахема — керівника європейського розвідувального відділу єврейської палестинської воєнізованої організації Га-Аґана.
Формально у цей час Фрідман працював у Відні в Інституті документації злочинів нацистів. Водночас Фрідман познайомився зі Симоном Візенталем, який займався розшуком колишніх нацистів у Лінці. Окрім розшуку нацистів Тув'я займався пошуком зброї для Га-Аґани — майбутньої основи Збройних сил Ізраїлю.
Після створення держави Ізраїль Фрідман зосередився на розшуку нацистів, а у 1949 році вступив до Віденського університету за спеціальністю журналістика.

### Переїзд до Ізраїлю
У 1952 році після створення інституту Яд Вашем «Центр документації у Відні» був закритий. Влітку 1952 року Фрідман переїхав до Ізраїлю та побрався з Анною Гутман, яка до цього працювала у Центрі документації у Відні, потім у консульстві Ізраїлю в Австрії та закінчила Віденський університет за спеціальністю «офтальмологія». Його сестра Белла із чоловіком також жили в Ізраїлі. Тув'я та Анна оселилися у Хайфі.
Він знайшов роботу журналіста у листопаді 1953 року. Працював спочатку у місцевій газеті у Хайфі, а потім власним кореспондентом газети «Letzte Neis», яка виходила на їдиш. У 1954 році він вступив на роботу в Яд Вашем й очолив хайфське відділення цієї установи.
У 1956 році за допомогою професора Ар'є Тартаковера, керівника ізраїльського відділення Всесвітнього єврейського конгресу, Фрідман організував пресконференцію в Єрусалимі, де продемонстрував величезну кількість документів, зібраних ним під час роботи у Відні, і звернув увагу на те, що десятки затриманих в Австрії нацистських злочинців уникли покарання, а ізраїльський уряд нічого не робить для того, щоб домогтися суду над ними. Фрідман закликав заснувати премію за інформацію про місцеперебування Адольфа Айхмана. Ще одна пресконференція відбулася у Тель-Авіві. Ізраїльські газети дедалі частіше почали писати про військових злочинців. За словами Фрідмана, це призвело до конфлікту з керівництвом «Яд Вашем», яке було проти такої діяльності та вважало, що Фрідман повинен займатися лише складанням списків загиблих, а не розшуком нацистів.
У липні 1957 року Тув'я Фрідман був звільнений з «Яд Вашем», і заснував у Хайфі незалежний «Інститут документації та розслідування злочинів нацистів». Фрідман не мав жодних ресурсів, але до квітня 1958 року Всесвітній єврейський конгрес виділив 200 ізраїльських фунтів на місяць. Цього не вистачало навіть на оплату офісу, телефону та поштових витрат. Єдиним співробітником центру був сам Фрідман і жодних грошей за роботу не отримував. У зв'язку з тим, що Фрідман постійно наголошував на розшуку Айхмана, журналісти ізраїльських газет почали називати його «гер Айхман».
8 березня 1959 року у Тув'ї Фрідмана народився син, якого назвали Роні («радість»).
У травні 1960 року відбувся головний тріумф Тув'ї Фрідмана — упіймання Адольфа Айхмана, якому він віддав 15 років життя.

#### Пошуки Айхмана
Пошуки одного з головних відповідальних за Голокост, який сховався від правосуддя нацистського злочинця Адольфа Айхмана, Фрідман почав ще 1946 року у Відні. Після допиту заарештованого друга та помічника Айхмана, штурмбанфюрера СС Дітера Вісліцені, Фрідману та Бен-Натану вдалося знайти водія та коханку Айхмана. Засідка на квартирі коханки не принесла результатів, але саме в неї вдалося роздобути першу фотографію Айхмана. У 1950 році сім'я Айхмана зникла з Австрії.
16 квітня 1959 року, вже перебуваючи в Ізраїлі, Фрідман зустрівся з президентом Всесвітнього єврейського конгресу Нахумом Голдманом з метою добитися оголошення про виділення премії у розмірі 10 тисяч доларів за інформацію про місцеперебування Айхмана.
Пошук Айхмана був головною метою Тув'ї Фрідмана, і у 1959 році йому вдалося вийти на слід. Наприкінці серпня 1959 року Фрідману надійшов лист від директора Федерального центру розслідування злочинів нацистів у Людвігсбурзі (Німеччина) Ервіна Шуле про те, що Айхман ховається у Кувейті.
Фрідман звернувся до знайомого журналіста з газети «Маарів» Моше Майзельса із пропозицією надрукувати цю інформацію. За словами Фрідмана, вони вирішили зробити це напередодні Судного дня, тобто 11 жовтня 1959 року, щоб викликати докори совісті у членів уряду та нагадати їм про наш обов'язок перед загиблими.
Газета вийшла більш ніж стотисячним тиражем, а інформацію про місцеперебування Айхмана опублікували багато засобів масової інформації у світі. 12 жовтня 1959 року цю інформацію у Буенос-Айресі передрукувала німецькомовна газета «Аргентинішес Тагеблатт». 18 жовтня 1959 року німецький єврей Лотар Герман, який жив в Аргентині, відправив Тув'є Фрідману лист з інформацією, що Айхман не у Кувейті, а в Аргентині. Фрідман обмінявся з Германом ще трьома листами, після чого у грудні 1959 року зв'язав його зі співробітниками «Моссад».
11 травня 1960 року агенти Моссад викрали Айхмана в Аргентині, а 23 травня уряд Ізраїлю оголосив, що Айхман перебуває в Ізраїлі та постане перед судом. 24 травня газета «Маарів» опублікувала на першій шпальті фотографії Адольфа Айхмана та Тув'ї Фрідмана. Під фотографією було написано: «Тув'я Фрідман — людина, яка присвятила своє життя упійманню Ейхмана».
Ім'я Тув'ї Фрідмана знаходиться в опублікованому в Ізраїлі офіційному списку учасників затримання Ейхмана.

### Після 1960 року
З 1960 до 1980 роки Фрідман продовжив займатися розшуком нацистських злочинців з метою їх упіймання та покарання. Одночасно він боровся за те, щоб скасувати закон про обмеження терміну давності за нацистські злочини у Німеччині.
У липні 1960 року він заявив: Є ще двоє, яких я хотів би вистежити. Один із них — Мартін Борман…, інший — генерал Генріх Мюллер, начальник гестапо. Я знаю, що вони живі, і знайду їх".
Починаючи з 1960 року Фрідман щорічно їздив до США та виступав там з лекціями, а також писав і видавав книги, що дозволило йому продовжувати фінансувати діяльність з розшуку колишніх нацистів.
У квітні 1978 року син Тув'ї Фрідмана загинув під час занурення у море у Шарм-еш-Шейху (Єгипет). Його дружина Анна померла у 1984 році.
Сам Тув'я Фрідман помер у Хайфі 13 січня 2011 року у віці 88 років.

## Нагороди
За інформацією довідника «Хто є хто в Ізраїлі», Тув'я Фрідман має такі нагороди:
- Медаль Га-Аґани
- Медаль за Синайську кампанію
- Медаль за Шестиденну війну
- Медаль за Війну Судного дня
- Медаль борця з нацизмом

Також у 2002 році Фрідмана нагородили Медаллю видатного громадянина Хайфи.
1 травня 2008 року президент Австрії Гайнц Фішер нагородив Тув'ю Фрідмана «Знаком пошани» за внесок у затримання нацистських злочинців, які ховалися від правосуддя. За словами самого Фрідмана, його зусилля призвели до затримання та покарання близько 200 нацистів.

## Публікації
- У 1961 році Тув'я Фрідман опублікував у співпраці з редактором Девідом Гроссом автобіографічну книгу «Мисливець» (англ. The Hunter). Вона була перекладена 5 мовами та кілька разів перевидана, востаннє у 2007 році[17].

- У 1985 році вийшла книга «Long Dark Nazi Years: Forty Years After the Collapse of the Third Reich, 1945—1985»[18].

- У 1990 році Тув'я Фрідман опублікував збірку документів «Моя роль в Операції Ейхман»[19].

- У 2004 році Фрідман опублікував кілька книг: «Захоплення Ейхмана» (нім. Die Ergreifung Eichmann's)[20], «Нацистський табір смерті Белжець» (англ. The Nazi extermination-camp Belzec)[21], «Massen-Vernichtungs-Verbrechen gegen die Juden Deutschland's»[22] та ін.

За словами Фрідмана, до 2005 року у нього вийшло приблизно 200 документальних збірок, зокрема приблизно 20 книг, включно з «Мисливцем на нацистів», «Ми ніколи не забудемо», «Через 20 років після винищення європейських євреїв» та інші.

## Екранізація
- У 2006 році у Росії вийшов документальний чотирисерійний фільм режисера Федора Стукова «Мисливці за нацистами», присвячений діяльності Тув'ї Фрідмана[23][24].
- Навесні 2008 року у Франції було знято та показано по 5 каналу французького телебачення документальний фільм «Мисливець на нацистів — портрет Тув'ї Фрідмана» (фр. Chasseur De Nazis — Un Portrait De Tuviah Friedmann)[25].